# トディー・ティー
トディー・ティー（英語: Toddy Tee）は、アメリカ合衆国のラッパー。カリフォルニア州ロサンゼルスを拠点として活動している。
アイス-T、キングT、N.W.Aなどに影響を与えたとされる。

## 経歴
コンプトンでパロディラップを制作したことで有名になり、最初にイブジム・レコードと契約した。1985年にはロサンゼルス市警察による警察の暴力に対し抗議するプロテストソング「バッターラム」をリリースした。

## エピソード
「バッターラム」は、ローリング・ストーンによって「史上最も偉大なウェストコースト・ヒップホップ100曲」の1曲として選出された。